# Stazione di Villapiana Lido
Stazione di Villapiana Lido vasútállomás Olaszországban, Calabria régióban, Villapiana településen. Az állomás 1870-ben nyílt meg.

## Vasútvonalak
Az állomást az alábbi vasútvonalak érintik:
- Jonica-vasútvonal

## Kapcsolódó állomások
A vasútállomáshoz az alábbi állomások vannak a legközelebb:
- Stazione di Trebisacce
- Stazione di Villapiana-Torre Cerchiara